# Tungvikt i grekisk-romersk stil i brottning vid olympiska sommarspelen 1972
Herrarnas brottningsturnering i grekisk-romersk stil i viktklassen tungvikt vid olympiska sommarspelen 1972 avgjordes i Fairgrounds, Judo and Wrestling Hall i München. 

## Medaljörer
| Klass    | Guld                          | Silver                            | Brons                |
| Tungvikt | Nicolae Martinescu · Rumänien | Nikolai Jakovenko · Sovjetunionen | Ferenc Kiss · Ungern |

## Resultat
Legend
- TF — Vinst genom fall
- IN — Vinst genom att motståndaren skadas
- DQ — Vinst genom passivitet
- D1 — Vinst genom passivitet, vinnaren är också passiv
- D2 — Båda brottarna förlorade på grund av passivitet
- FF — Vinst genom förverkande
- DNA — Anlände inte
- TPP — Totala straffpoäng
- MPP — Matchstraffpoäng

Straff
- 0 — Vinst genom fall, teknisk överlägsenhet, passivitet, skada och förverkande
- 0.5 — Vinst på poäng, 8-11 poängs skillnad
- 1 — Vinst på poäng, 1-7 poängs skillnad
- 2 — Vinst på passivitet,  vinnaren är också passiv
- 3 — Förlust på poäng, 1-7 poängs skillnad
- 3.5 — Förlust på poäng, 8-11 poängs skillnad
- 4 — Förlust genom fall, teknisk överlägsenhet, passivitet, skada och förverkande

### Elimineringsrunda

#### Omgång 1
| TPP | MPP |                            | Poäng |                          | MPP | TPP |
| --- | --- | -------------------------- | ----- | ------------------------ | --- | --- |
| 2   | 2   | Hristo Ignatov (BUL)       |       | Per Svensson (SWE)       | 2   | 2   |
| 3   | 3   | Aimo Mäenpää (FIN)         |       | Tore Hem (NOR)           | 1   | 1   |
| 2   | 2   | Rudolf Lüscher (SUI)       |       | Hassan Bechara (LIB)     | 2   | 2   |
| 0   | 0   | Nikolai Jakovenko (URS)    | 7:23  | Burke Deadrich (USA)     | 4   | 4   |
| 1   | 1   | Andrzej Skrzydlewski (POL) |       | Lorenz Hecher (FRG)      | 3   | 3   |
| 1   | 1   | Ferenc Kiss (HUN)          |       | Fredi Albrecht (GDR)     | 3   | 3   |
| 3.5 | 3.5 | Makoto Saito (JPN)         |       | Nicolae Martinescu (ROU) | 0.5 | 0.5 |

#### Omgång 2
| TPP | MPP |                          | Poäng |                            | MPP | TPP |
| --- | --- | ------------------------ | ----- | -------------------------- | --- | --- |
| 2   | 0   | Hristo Ignatov (BUL)     | 5:48  | Aimo Mäenpää (FIN)         | 4   | 7   |
| 6   | 4   | Per Svensson (SWE)       | 0:42  | Tore Hem (NOR)             | 0   | 1   |
| 6   | 4   | Rudolf Lüscher (SUI)     | 1:44  | Nikolai Jakovenko (URS)    | 0   | 0   |
| 8   | 4   | Burke Deadrich (USA)     | 1:23  | Andrzej Skrzydlewski (POL) | 0   | 1   |
| 7   | 4   | Lorenz Hecher (FRG)      | 8:23  | Ferenc Kiss (HUN)          | 4   | 5   |
| 4   | 1   | Fredi Albrecht (GDR)     |       | Makoto Saito (JPN)         | 3   | 6.5 |
| 0.5 |     | Nicolae Martinescu (ROU) |       | Bye                        |     |     |
| 2   |     | Hassan Bechara (LIB)     |       | DNA                        |     |     |

#### Omgång 3
| TPP | MPP |                            | Poäng |                         | MPP | TPP |
| --- | --- | -------------------------- | ----- | ----------------------- | --- | --- |
| 1.5 | 1   | Nicolae Martinescu (ROU)   |       | Hristo Ignatov (BUL)    | 3   | 5   |
| 4   | 3   | Tore Hem (NOR)             |       | Nikolai Jakovenko (URS) | 1   | 1   |
| 4.5 | 3.5 | Andrzej Skrzydlewski (POL) |       | Ferenc Kiss (HUN)       | 0.5 | 5.5 |
| 4   |     | Fredi Albrecht (GDR)       |       | Bye                     |     |     |

#### Omgång 4
| TPP | MPP |                         | Poäng |                            | MPP | TPP |
| --- | --- | ----------------------- | ----- | -------------------------- | --- | --- |
| 7   | 3   | Fredi Albrecht (GDR)    |       | Nicolae Martinescu (ROU)   | 1   | 2.5 |
| 5   | 0   | Hristo Ignatov (BUL)    | 1:24  | Tore Hem (NOR)             | 4   | 8   |
| 1   | 0   | Nikolai Jakovenko (URS) | 1:25  | Andrzej Skrzydlewski (POL) | 4   | 8.5 |
| 5.5 |     | Ferenc Kiss (HUN)       |       | Bye                        |     |     |

#### Omgång 5
| TPP | MPP |                      | Poäng |                          | MPP | TPP |
| --- | --- | -------------------- | ----- | ------------------------ | --- | --- |
| 6.5 | 1   | Ferenc Kiss (HUN)    |       | Nicolae Martinescu (ROU) | 3   | 5.5 |
| 9   | 4   | Hristo Ignatov (BUL) | 8:35  | Nikolai Jakovenko (URS)  | 0   | 1   |

#### Sista omgångarna
| TPP | MPP |                          | Poäng |                         | MPP | TPP |
| --- | --- | ------------------------ | ----- | ----------------------- | --- | --- |
| 0   | 0   | Nicolae Martinescu (ROU) | 0:00  | Nikolai Jakovenko (URS) | 4   | 4   |